# 马尔蒂瓦克
马尔蒂瓦克（英語：Multivac），是美国科幻作家艾萨克·阿西莫夫在其作品中虚拟的一台超级电子计算机。根据阿西莫夫的自传，这个名字是仿自早期计算机的名字UNIVAC，不过他早期也曾声称这个名字的意思是：“许多真空管”。在其晚期作品九个明天中“终极问题”一文中，又说词尾“AC”是模拟计算机（Analog Computer）的缩写。
马尔蒂瓦克出现于阿西莫夫1955年到1979年的15部小说中：
- 《问题（英语：Question (Asimov)）》 (1955)
- 《特权（英语：Franchise (Asimov)）》 (1955)
- 《逝去的过去（英语：The Dead Past）》 (1956)
- 《有一天（英语：Someday (short story)）》 (1956)
- 《最后的问题》（The Last Question） (1956)
- 《玩笑者（英语：Jokester (Asimov)）》 (1956)
- 《世界上所有的麻烦（英语：All the Troubles of the World）》 (1958)
- 《周年纪念日（英语：Anniversary (Asimov)）》 (1959)
- 《赢得了战争的机器（英语：The Machine that Won the War）》 (1961)
- 《我的儿子，物理学家（英语：My Son, the Physicist）》 (1962)
- 《马尔蒂瓦克》 (1975)
- 《莫迪维克公司的生活和时间（英语：The Life and Times of Multivac）》 (1975)
- 《观点（英语：Point of View (Asimov)）》 (1975)
- 《True Love》 (1977)
- 《It Is Coming》 (1979)